# Даніель Перес
Даніель Перес Алехандро Кордова (ісп. Daniel Alejandro Pérez Córdova, нар. 17 січня 2002, Каракас, Венесуела) — венесуельський футболіст, форвард бельгійського клубу «Брюгге».

## Клубна кар'єра
Даніель Перес народився у місті Каракас. Займатися футболом починав у місцевих клубах з нижчих дивізіонів. У 2018 році він приєднався до столичного клубу «Метрополітанос», що виступає у венесуельській Прімері. Провів у команді два сезони, а у 2020 році перебрався до Європи, де підписав контракт з бельгійським клубом «Брюгге».

## Збірна
У 2019 році Даніель Перес провів три матчі у складі юнацької збірної Венесуели (U-17).

## Досягнення
Брюгге
 Чемпіон Бельгії: 2020/21, 2021/22
 Переможець Суперкубка Бельгії: 2021, 2022